# TC Chrobry Głogów
TC Chrobry Scott Głogów – polska amatorska grupa kolarska.
W sezonie 2013 grupa była zarejestrowana w dywizji UCI Continental Teams.

## Nazwa grupy w poszczególnych latach
| lata      | nazwa                     |
| --------- | ------------------------- |
| 2009–2012 | TC Chrobry Felt Głogów    |
| 2013–2014 | TC Chrobry Lasocki Głogów |
| 2015–2017 | TC Chrobry Saroni Głogów  |
| od 2018   | TC Chrobry Scott Głogów   |

## Historia

### Sezon 2012

#### Skład
| Imię i nazwisko      | Data urodzenia | Narodowość |
| Mateusz Biderman     |                | Polska     |
| Mieszko Bulik        |                | Polska     |
| Franciszek Dąbrowski |                | Polska     |
| Mikołaj Jurkowlaniec |                | Polska     |
| Norbert Krakowiak    |                | Polska     |
| Damian Lasota        |                | Polska     |
| Szymon Strzeduła     |                | Polska     |
| Konrad Tomasiak      |                | Polska     |
| Dominik Tomaszewski  |                | Polska     |
| Bartosz Zając        |                | Polska     |
| Konrad Zatorski      |                | Polska     |

| Imię i nazwisko | funkcja           | Narodowość |
| Bolesław Bałd   | dyrektor sportowy | Polska     |

### Sezon 2013
Na przełomie 2012 i 2013 roku klub zyskał sponsora strategocznego, firmę Lasocki, która weszła w nazwę grupy w miejsce producenta rowerów - firmę Felt - i jako TC Chrobry Lasocki Głogów został po raz pierwszy w swojej historii grupą zawodową, zarejetrowaną w dywizji UCI Continental Teams.

#### Skład
| Imię i nazwisko     | Data urodzenia | Narodowość |
| Damian Fornalski    |                | Polska     |
| Tomasz Grabarek     |                | Polska     |
| Jakub Kantek        |                | Polska     |
| Norbert Krakowiak   |                | Polska     |
| Damian Lasota       |                | Polska     |
| Adam Majorek        |                | Polska     |
| Łukasz Marcinkowski |                | Polska     |
| Jakub Pytka         |                | Polska     |
| Piotr Skrzeszewski  |                | Polska     |
| Patryk Stosz        |                | Polska     |
| Szymon Strzeduła    |                | Polska     |
| Konrad Tomasiak     | 2 grudnia 1991 | Polska     |
| Bartosz Zając       |                | Polska     |
| Konrad Zatorski     |                | Polska     |

| Imię i nazwisko | funkcja           | Narodowość |
| Bolesław Bałd   | dyrektor sportowy | Polska     |

### Sezon 2018
Na przełomie 2016 i 2017 roku klub zyskał sponsora, firmę Scott, która weszła w nazwę grupy w miejsce producenta rowerów - firmy Saroni, która obecnie sponsoruje ten sam klub w kategorii Junior młodszy - Junior. 

#### Skład
| Imię i nazwisko     | Data urodzenia | Narodowość |
| Wsół Damian         | 1997           | Polska     |
| Wojtanek Bartłomiej | 1997           | Polska     |
| Szóstka Paweł       | 1998           | Polska     |
| Murias Jakub        | 1998           | Polska     |
| Jąkała Jakub        | 1998           | Polska     |
| Jagieła Adam        | 1998           | Polska     |
| Jatczak Artur       | 1998           | Polska     |
| Wójs Krystian       | 1998           | Polska     |
| Drobny Szymon       | 1999           | Polska     |
| Gieracki Patryk     | 1999           | Polska     |
| Śladewski Marcin    | 1999           | Polska     |
| Muśko Patryk        | 1997           | Polska     |

| Imię i nazwisko | funkcja           | Narodowość |
| Bolesław Bałd   | dyrektor sportowy | Polska     |